# Stręgiel (jezioro)
Stręgiel – jezioro w Polsce położone na południowy wschód od Węgorzewa w województwie warmińsko-mazurskim, powiat węgorzewski, gmina Węgorzewo, dorzecze Sapina.

## Charakterystyka
Stręgiel ma powierzchnię 409 ha, długość 3,7 km, szerokość 1,8 km, a głębokość 12,5 m. Jezioro posiada bardzo urozmaiconą linię brzegową. W południowo-wschodniej części łączy się z jeziorem Stręgielek.  Na jeziorze, bliżej jego południowego brzegu znajduje się wyspa o powierzchni 3 ha. Na krańcu wschodnim położona jest wieś Stręgiel, a na zachodnim Ogonki. Do jeziora, w jego południowej części wpływa rzeka Sapina niosąc wodę z jeziora Pozezdrze. Woda z jeziora Stręgiel odpływa również Sapiną do jeziora Święcajty. 

## Przyroda
Woda jeziora jest bardzo czysta, dzięki czemu panują tam doskonałe warunki do bytowania małż oraz raków. W zakresie ryb akwen ma charakter leszczowo-sandaczowy, a występują tu też: okoń, szczupak i lin. Długie odcinki brzegów porasta tatarak bez pasa grążeli. Wodą zarządza Okręg PZW w Suwałkach.

## Turystyka
Nad Sapiną po zachodniej stronie urządzono obozowiska harcerskie. Dalej 500 m na zachód od ujścia Sapiny jest pole namiotowe z pomostem. Niedaleko południowego brzegu widnieje duża wyspa, będąca dla turystów dobrym miejscem na odpoczynek.